# Adolf Frederic V de Mecklenburg-Strelitz
Adolf Frederic V de Mecklenburg-Strelitz (Neustrelitz, Mecklemburg-Pomerània Occidental, 
1848 - Berlín 1914) va ser gran duc de Mecklenburg-Strelitz des de 1904 i fins a la seva mort l'any 1914.
Nat a la ciutat de Neustrelitz, capital del gran ducat de Mecklemburg-Strelitz, el dia 22 de juliol de l'any 1848, era fill del gran duc Frederic Guillem I de Mecklemburg-Strelitz i de la princesa Augusta del Regne Unit; per via paterna era net del gran duc Jordi I de Mecklemburg-Strelitz i de la princesa Maria de Hessen-Kassel i per via materna del príncep Adolf del Regne Unit i de la princesa Augusta de Hessen-Kassel.
El dia 17 d'abril de 1877 es casà a Dessau amb la princesa Elisabet d'Anhalt, filla del príncep Frederic I d'Anhalt i de la princesa Antonieta de Saxònia-Altemburg. La parella tingué quatre fills:
- SA la duquessa Victòria de Mecklemburg-Strelitz, nada a Neustrelitz el 1878 i morta a Oberkassel el 1918. Es casà el 1899 a la White Lodge de Surrey amb el comte Georg Jametel de qui es divorcià el 1908 per casar-se en segones núpcies a Neustrelitz el 1914 amb el príncep Juli Ernest de Lippe.

- SA la duquessa Jutta de Mecklemburg-Strelitz, nada a Neustrelitz el 1880 i morta a Roma el 1946. Es casà a Cetinje el 1899 amb el príncep Danil I de Montenegro.

- SAR el gran duc Adolf Frederic VI de Mecklemburg-Strelitz, nat el 1882 a Neustrelitz i mort a causa d'un suïcidi el 1918 a la capital gran ducal.

- SA el duc Carles de Mecklemburg-Strelitz, nat a Neustrelitz el 1888 i mort abans el 1908.

El gran duc morí el 1914 a Berlín.